# Allosauridae
Gli allosauridi (Allosauridae) sono una famiglia di dinosauri teropodi vissuti durante il Giurassico superiore.

## Descrizione

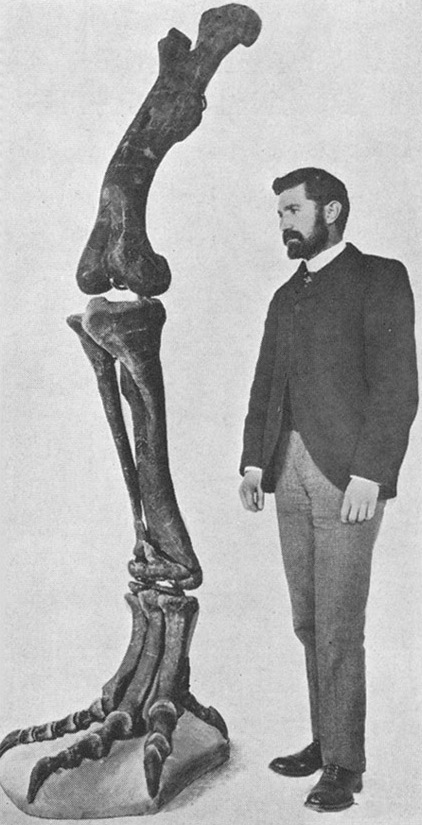
Confronto dimensioni di arto posteriore e uomo

Gli allosauridi vissero durante il Giurassico superiore e scomparvero quindi prima della comparsa del tirannosauro, anche se furono coevi di altri tirannosauroidi. I membri di questa famiglia sono molto simili al modello standard di grosso teropode, almeno per quanto riguarda forma e dimensioni: tre dita sulle zampe anteriori, lunghe e robuste zampe posteriori, testa grossa con grandi denti, piccoli corni o carene di fronte agli occhi. Le dimensioni si aggiravano sui 10 metri di lunghezza e 4,5 tonnellate di peso. Soprannominati "i leoni del Giurassico", gli allosauridi erano effettivamente i superpredatori del loro ecosistema. Questi animali sono noti quasi unicamente negli strati della Morrison Formation degli Stati Uniti, risalente al Giurassico superiore.

## Sistematica
I generi che vengono ascritti a questa famiglia (a parte l'Allosaurus che ne è tipo) non costituiscono un elenco perfettamente stabile. Alcune forme sono imperfettamente conosciute: oltre ad Allosaurus, quindi, i rappresentanti di questa famiglia includono principalmente l'affine Saurophaganax, un grande carnivoro del Giurassico americano, a volte incluso nel genere Allosaurus.

## Non solo in Nordamerica
In ogni caso, alcuni resti sparsi in giro per il mondo fanno pensare che gli allosauridi non fossero caratteristici solo del Giurassico superiore degli Usa: gli allosauri potrebbero essere sopravvissuti nel Cretaceo: a questa famiglia è stata ascritta una vertebra del tardo Cretaceo dell'Oman.